# K. K. Downing
Kenneth Downing Jr., poznat i kao K. K. Downing (27. listopada 1951.), britanski je gitarist.
Downing je najpoznatiji kao bivši gitarist heavy metal sastava Judas Priest. Pridružio mu se 1970., no 2011. ga je napustio, čime je ujedno zaključio i svoju glazbenu aktivnost. Godine 2020. vratio se glazbi i svira u grupi KK's Priest.

## Diskografija
Judas Priest (1970. – 2011.)
- Rocka Rolla (1974.)
- Sad Wings of Destiny (1976.)
- Sin After Sin (1977.)
- Stained Class (1978.)
- Killing Machine (1978.)
- British Steel (1980.)
- Point of Entry (1981.)
- Screaming for Vengeance (1982.)
- Defenders of the Faith (1984.)
- Turbo (1986.)
- Ram It Down (1988.)
- Painkiller (1990.)
- Jugulator (1997.)
- Demolition (2001.)
- Angel of Retribution (2005.)
- Nostradamus (2008.)